# Модель біологічного нейрона
Моде́ль біологі́чного нейро́на — математичний опис властивостей нервових клітин, або нейронів, яка створена для того, щоб якомога точно передати і передбачити поведінку біологічних процесів. Це відрізняє дані моделі від штучного нейрона, який застосовується в задачах де ефективність обчислення має більш важливе значення.

## Штучний нейрон
Сама базова абстрактна модель нейрона[яка?] синаптичні зважені вектори, що передають вхідні сигнали, а сам нейрон представлений функцією активації або функція передачі, за допомогою якої обчислюється вихідний сигнал нейрона. Ця базова структура використовується в штучних нейронах, які є структурним елементом нейронної мережі, яка часто задається так:

{\displaystyle y_{i}=\phi \left(\sum _{j}w_{ij}x_{j}\right)}
де yi вихідний сигнал нейрону i , xj це є j-ий вхідний сигнал нейрона, wij — синаптичний ваговий коефіцієнт (або сила зв'язку) між нейроном i та j, а φ є функцією активації. Хоча ця модель є дуже корисною в алгоритмах машинного навчання, вона є дуже примітивною моделлю біологічного нейрона, оскільки в ній не вистачає залежності сигналу від часу, яка наявна в справжніх нейронах. Деякі з перших моделей використовували цей принцип, доки домінантною не стала модель Годжкіна-Гакслі.

## Біологічна абстракція
У задачах моделювання біологічного нейрона використовуються фізичні аналоги замість таких абстракцій, як «зважений вектор» і «функція передачі». Вхідний сигнал до нейрона часто описується як іонний струм через клітинну мембрану, який виникає коли нейротрансмітери призводять до активації іонних каналів клітини. Це описують за допомогою залежного від часу струму I(t). Сама клітина оточена ізолюючою мембраною з заданою концентрацією іонів по обидві сторони, що визначають ємність Cm. Сам нейрон реагує на такого роду сигнал при зміні напруги або різниці енергії електричних потенціалів між клітиною і її зовнішнім середовищем. Ця реакція відбувається у вигляді короткочасних сплесків напруги, які називаються потенціалами дії. Ця величина задається Vm.

### Інтегрування і збудження (Integrate-and-fire)
Це одна з найперших моделей нейрона, яку запропонував в 1907 р. Луї Лапік (Louis Lapicque). Нейрон представлений функцією, залежною від часу:
{\displaystyle I(t)=C_{\mathrm {m} }{\frac {dV_{\mathrm {m} }}{dt}}}
яка, насправді, є просто похідною за часом відомого закону ємності, Q = CV. Коли подається вхідний струм, з часом відбувається зростання мембранної напруги, поки її значення не досягне постійного порога Vth, після чого відбувається сплеск у вигляді дельта функції і значення напруги повертається до свого потенціалу спокою, після чого модель продовжує працювати. Частота збудження моделі, лінійно зростає до необмеженого значення при збільшенні струму вхідного сигналу.
Модель можна зробити більш точною, якщо внести до неї період відновлення tref , який обмежує частоту збудження нейрона, не допускаючи його збудження у даний період. За допомогою перетворення Фур'є, можна вивести, що частота збудження може бути представлена як функція, що залежить від постійного вхідного струму:
{\displaystyle \,\!f(I)={\frac {I}{C_{\mathrm {m} }V_{\mathrm {th} }+t_{\mathrm {ref} }I}}}.
Недоліком цієї системи є те, що вона не реалізує залежну від часу пам'ять нейрона. Якщо до моделі подається сигнал нижче порогового значення, вона збереже це підвищення напруги до того часу, доки нейрон не спрацює знову. Ця особливість явно не збігається з поведінкою, яка спостерігається у справжніх (біологічних) нейронів.